# 中国におけるコーヒー生産
中華人民共和国における近代的なコーヒーの栽培は1988年に始まった。雲南省農業農村庁によると、 2021年の中国のコーヒー生産高は10万9,088トンで世界13位の規模である。雲南省が中国におけるコーヒー栽培のシェアの98%を占めている。

## 概要
19世紀後半にフランス人宣教師がフランス領インドシナから雲南省にコーヒー栽培を導入したのが中国におけるコーヒー栽培の始まりである。その後、細々とコーヒーの生産が続けられてきたが、1988年に中国政府のグローバル企業誘致にネスレが応じ、栽培方法を普及させたことにより、近代的な生産が開始された。世界銀行と国際連合開発計画もコーヒー導入を支援した。 ネスレも早期から雲南省を生育基地として展開した。2007年に設立された国内最大手のインスタントコーヒーメーカーである后谷咖啡は徳宏タイ族チンポー族自治州で大規模なコーヒー栽培を行っている。后谷珈琲は、契約農業計画を通して農地の統合を可能とした雲南省による規制緩和を受けた土地を利用している。コーヒーノキの苗は后谷珈琲によって植樹され、豆は契約農家が収穫して后谷珈琲が購入する仕組みである。
中国国内のコーヒー消費量はコーヒー生産量とともに増加しており、2006年から2017年にかけて年平均22％増加している。2021年のコーヒー豆消費量は25万2,000トンで、世界8位の規模だった。但し1人あたりに換算すると年間の消費量は10杯程度にとどまる。
コーヒーの主力消費者はホワイトカラー労働者である。調査によると、ホワイトカラー労働者がコーヒー消費者の約3割を占めており、次いで政府・学校・団体職員が15%、フリーランスやコーヒー産業従事者がこれら公的機関の職員とほぼ同率である。

## 生産

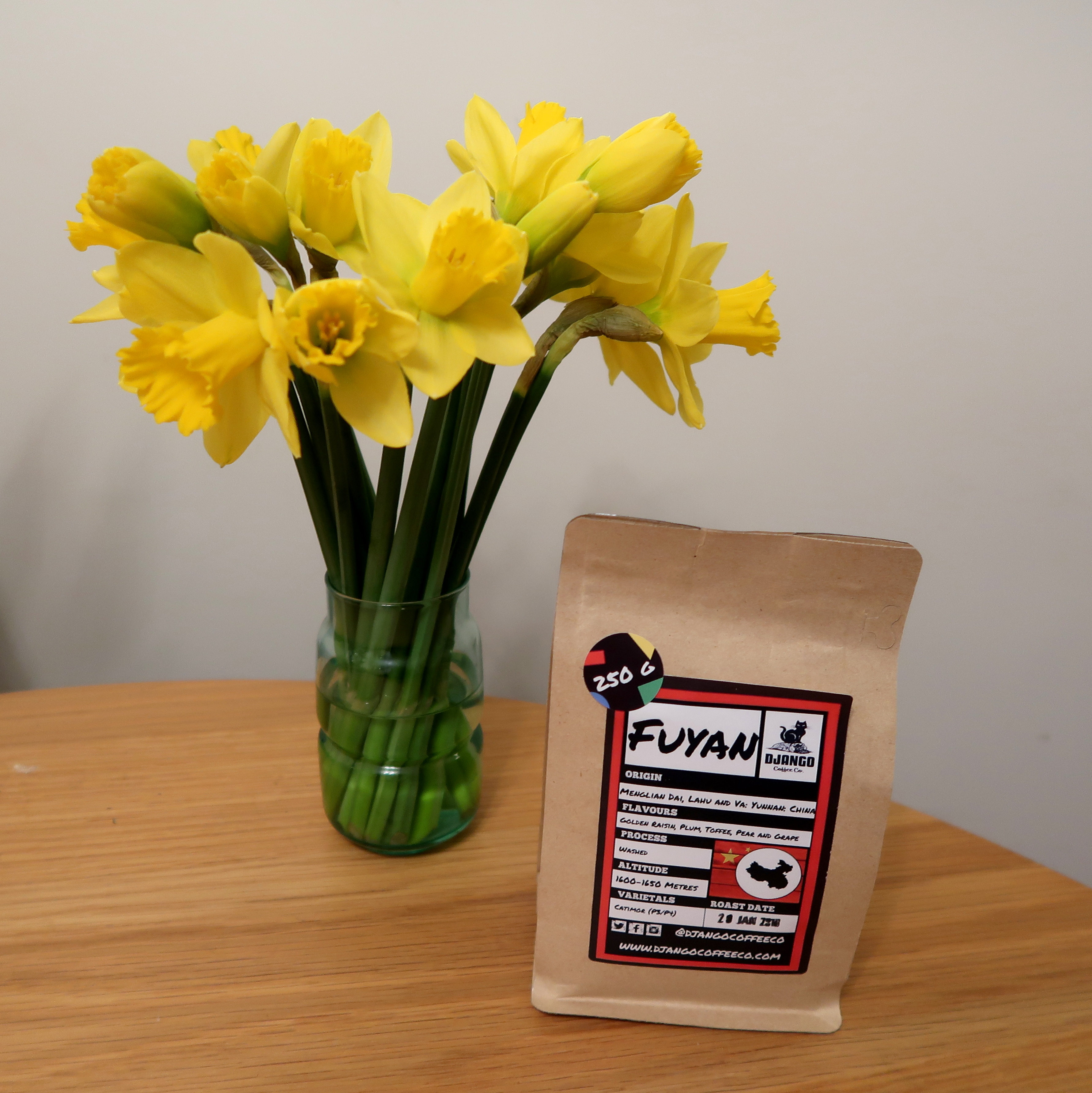
雲南省孟連タイ族ラフ族ワ族自治県富源農場で収穫され、雲南のコーヒー取引業者が輸出しDjangoが焙煎したコーヒー

中国におけるコーヒー豆の約98%は雲南省で生産されている。雲南省の産地は11市・州、33県で、このうち23県は辺境に位置する。主な産地として知られているのは保山市、徳宏タイ族チンポー族自治州、孟連タイ族ラフ族ワ族自治県、普洱市である。このうち普洱市だけで国内生産量の6割を占める。
普洱市はコーヒーベルトに位置しており、標高が高く昼夜の寒暖差の大きさや十分な降水量からコーヒーの生産に適した地となっており、2012年には中国果物流通協会から「中国コーヒーの都」の称号が与えられている。普洱茶の産地としても知られている普洱市では茶とコーヒーの二毛作も見られ、多くの農家が冬にはコーヒー豆を収穫し、春になれば茶を摘むようになっている。普洱市政府は普洱茶、花茶と並びコーヒーを「普洱3つの宝」として発信している。
雲南省以外では福建省と海南省でコーヒーが生産されている。
福建省と海南省で主に栽培されているのはロブスタ種であり、雲南省ではアラビカ種とカトゥーラとティモール・ハイブリッドの人工交配種であるカティモール種が生産されている。
雲南省産コーヒーは焙煎度が浅めで口当たりが柔らかく、苦みが後を引かないのが特徴である。
スペシャルティ・コーヒーの割合は8%であるが、消費者の要求水準が高まるにつれて高品質化も進められている。

## マーケティングと貿易
2016年に雲南省での生産量の約半分が輸出され、2億8,000万ドルの収益を生み出した。多くの中国産コーヒー豆は商業用として流通しており、主力輸出先はヨーロッパで生豆で出荷される。アメリカ合衆国も有力な輸出相手国であり、2014年1月-9月にアメリカ合衆国に輸入された中国産コーヒー豆の半分以上をスターバックスが購入している 。スターバックスはアジア太平洋地域初の栽培者支援センターを普洱市に設立している。
重慶市は国内最大のコーヒー取引の中心地となっている。 2016年には国産及び東南アジア産のコーヒーを取扱う中国初のコーヒー取引場が重慶市エネルギー投資集団によって重慶市に設立された。この取引所は重慶市のコーヒー取引（物流）の中心地としての役割を活かすものである。この都市は一帯一路回廊を担う中国から欧州へと至るトランス＝ユーラシア・ロジスティクスの起点である。2016年1月に雲南国際コーヒー取引センターが稼働すると同時に、普洱市でもコーヒー取引拠点が設立された。